# 阿列克谢·斯塔罗宾斯基
阿列克谢·亚历山德罗维奇·斯塔罗宾斯基（俄语：Алексе́й Алекса́ндрович Староби́нский，1948年4月19日—2023年12月21日），苏联/俄罗斯天体物理学家和宇宙学家。2014年，他与阿兰·古斯、安德烈·林德共同获得了科维理天体物理学奖，为他们“开创了宇宙暴胀理论”。
斯塔罗宾斯基於2023年12月21日逝世，終年75歲。